# Horovce (okres Michalovce)
Horovce (Hongaars: Hór) is een Slowaakse gemeente in de regio Košice, en maakt deel uit van het district Michalovce.
Horovce telt 855 inwoners.